# Castro de Escuadro
Castro de Escuadro (llamada oficialmente Santa Baia de Castro de Escuadro) es una parroquia y un lugar del municipio español de Maceda, en la provincia de Orense, Galicia.

## Toponimia
La parroquia también es conocida por el nombre de Santa Eulalia de Castro de Escuadro.

## Organización territorial
La parroquia está formada por cuatro entidades de población:
- A Teixeira
- Castro de Escuadro
- Escuadro
- Pías

## Demografía

### Parroquia
| Gráfica de evolución demográfica de Castro de Escuadro (parroquia) entre 2000 y 2022 |
|                                                                                      |
| Datos según el nomenclátor publicado por el INE.                                     |

### Lugar
| Gráfica de evolución demográfica de Castro de Escuadro (lugar) entre 2000 y 2022 |
|                                                                                  |
| Datos según el nomenclátor publicado por el INE.                                 |